# Tajfun Megi (2010)
Tajfun Megi – cyklon 5. kategorii w skali Saffira-Simpsona, który w 2010 roku nawiedził zachodni Pacyfik. Jest to jeden z 20 najsilniejszych tajfunów, jakie kiedykolwiek wystąpiły nad tą częścią Oceanu Spokojnego i najpotężniejszym zjawiskiem atmosferycznym, jakie nawiedziło Ziemię w 2010 roku. Stała prędkość wiatru wyniosła 287 km/h, w porywach nawet do 352 km/h. Ciśnienie spadło do 893 hPa.
Komórka cyklonu powstała w pobliżu archipelagu Marianów Północnych, po czym przemieszczała się w kierunku północno-zachodnim, stopniowo rosnąc w siłę. Gdy dotarła do wyspy Luzon osłabła, a potem skręciła na północ. Później tajfun uderzył we wschodnie wybrzeże Chin w pobliżu wyspy Tajwan i całkowicie zanikł. W wyniku działalności burzy łącznie zginęło 69 osób.

## Ofiary katastrofy
| Kraj     | Ofiary śmiertelne |
| -------- | ----------------- |
| Tajwan   | 38                |
| Filipiny | 31                |
| Razem:   | 69                |